# 進藤榮一
進藤 榮一（進藤 栄一、しんどう えいいち、1939年8月6日 - ）は、日本の政治学者。筑波大学名誉教授。専門は、アメリカ外交・国際政治経済学・アジア地域統合。

## 来歴
北海道帯広市生まれ。北海道帯広柏葉高等学校を経て、1963年京都大学法学部卒業。1965年同法学研究科修士課程、1968年同博士課程単位取得退学。1969年フルブライト給費留学生として米国ジョンズ・ホプキンズ大学高等国際関係大学院（SAIS）博士課程進学、1970年プリンストン大学研究員、1971年鹿児島大学法文学部講師・助教授、1974年筑波大学講師、東京外国語大学講師、1975年筑波大学大学院地域研究科助教授、1976年社会科学系助教授、教授、学系長hTARAプロジェクト長を歴任。2003年退官、江戸川大学社会学部教授、2008年早稲田大学アジア研究機構客員教授を経て現在、筑波大学大学院名誉教授。この間、プリンストン大学歴史学部、ハーバード大学アメリカ史研究所、ウイルソン国際学術センター、米国平和研究所、ジョンズ・ホプキンズ大学大学院でフェロー、京都大学経済研究所、東京大学東アジア研究所、名古屋大学法学部、金沢大学法文学、オースチン・カレッジ、サイモンフレーザー大学院、メキシコ大学院大学、香港中文大学で客員教授。シンガポール国立大学、延世大学、コペンハーゲン大学、オックスフォード大学でシニア・フェロー。
1976年、法学博士（京都大学）の学位を取得。国際問題研究協会共同代表東アジア共同体評議会副議長、日本新技術促進機構会長、日本国際フォーラム参与・政策委員、国際アジア共同体学会代（ISAC）設立表。・会長、公益信託安田和風アジア青少年交流基金監査、一般社団法人アジア連合大学院機構（GAIA）理事長、一帯一路日本研究センター代表。

## 略歴
- 1969年 SAIS（ジョンズ・ホプキンズ大学国際関係大学院留学（-70年）
- 1970年 プリンストン大学歴史学部研究員（-71年）
- 1971年 鹿児島大学法文学部講師・助教授（-74年）
- 1975年 筑波大学社会科学系助教授（-90年）
- 1976年　京都大学 法学博士　論文の題は「現代アメリカ外交序説 : ウッドロー・ウイルソンと国際秩序」[5]。
- 1976年プリンストン大学歴史学部フェロー（-77年）
- 1977年 ハーバード大学アメリカ研究所フェロー（-78年）
- 1985年 日本平和学会副会長（-87年）
- 1987年 ハーヴァード大学アメリカ研究所シニア・フェロー
- 1988年 オースチン・カレッジ客員教授、日本国際問題研究協会代表理事（-02年）
- 1990年 筑波大学社会科学系教授（-2003年）
- 1991年 メキシコ大学院大学客員教授
- 1993年 サイモン・フレイザー大学客員教授
- 1996年 ウッドロー・ウィルソン国際学術センターシニア・フェロー、日本公共政策学会副会長（-00年）
- 1998年 21世紀政策構想フォーラム理事長（-05年）
- 1999年 コペンハーゲン大学客席研究員
- 2000年 ウッドロー・ウィルソン国際学術センター・シニア・フェロー
- 2002年 オックスフォード大学研究員、香港中文大学客員教授、延世大学訪問研究員
- 2003年 江戸川大学社会学部教授（-08年）、米国平和研究所シニアフェロー
- 2006年 国際アジア共同体学会代表、会長（14～）
- 2008年 早稲田大学アジア研究機構客員教授、東アジア共同体評議会副議長、日本新技術促進機構会長
- 2013年　東久邇宮文化褒賞受賞
- 2014年　一般社団法人アジア連合大学院機構（GAIA）理事長
- 2017年　一帯一路日本研究センター（BRIJC）代表

## 著作

### 単著
- 『現代アメリカ外交序説―ウッドロー・ウィルソンと国際秩序』（創文社, 1974年）（75年吉田茂賞受賞）
- 『現代紛争の構造―非極モデルの構築のために』（岩波書店, 1987年）
- 『非極の世界像―国際政治の読み解き方』（筑摩書房・ちくまライブラリー, 1988年）
- 『現代の軍拡構造』（岩波書店, 1988年）
- 『地殻変動の世界像―新たな国際秩序を読み解く』（時事通信社, 1990年）
- 『ポスト・ペレストロイカの世界像』（ちくまライブラリー, 1992年）
- 『アメリカ―黄昏の帝国』（岩波新書, 1994年）（中国語版1999年）
- 『敗戦の逆説』（ちくま新書, 1999年）
- 『戦後の原像』（岩波書店, 1999年）（韓国語版2001年）
- 『現代国際関係学―歴史・思想・理論』（有斐閣、2001年）
- 『分割された領土―もうひとつの戦後史』（岩波書店、2002年）
- 『脱グローバリズムの世界像』（日本経済評論社、2003年）
- 『東アジア共同体をどうつくるか』（ちくま新書、2007年）
- 『国際公共政策』（日本経済評論社、2010年）
- 『アジア力の世紀――どう生き抜くのか』（岩波新書、2013年） ISBN 400-4314321
- 『アメリカ帝国の終焉』（講談社現代新書、2017年）ISBN 406-2884135
- 『日本の戦略力　同盟の流儀とは何か』（筑摩選書、2022年）ISBN 448-0017607

### 編著
- 『平和戦略の構図――グランド・デザインを求めて』（日本評論社, 1986年）
- 『ポスト冷戦とアジア太平洋の平和』（岩波書店［岩波ブックレット］, 1992年）
- 『アジア経済危機を読み解く』（日本経済評論社, 1999年）
- 『公共政策への招待』（日本経済評論社, 2003年）

### 共編著
- （下斗米伸夫）『ユーラシア激動』（社会評論社, 1992年）
- （山口定・宝田善・住沢博紀）『市民自立の政治戦略』（朝日新聞社, 1992年）
- （吉田康彦）『動き出した朝鮮半島』（日本評論社, 2000年）
- （平川均）『東アジア共同体を設計する』（日本経済評論社, 2006年）
- （豊田隆・鈴木宣弘）『農が拓く東アジア共同体』（日本経済評論社, 2007年）
- （水戸考道）『戦後日本政治と平和外交』（法律文化社, 2007年）
- （中川十郎8『東アジア共同体と日本の戦略』（桜美林大学出版部、2012年）
- （鳩山友紀夫、高野孟、中島政希、島袋淳）『なぜ、いま東アジア共同体なのか』（花伝社、2015年）
- （木村朗）『中国・北朝鮮脅威論を超えて』（耕文社、2017年）
- （朽木昭文、松下和夫）『東アジア連携の道をひらく』（花伝社、2017年）
- （周偉生、一帯一路日本研究センター）『一帯一路からユーラシア新世紀の道』（日本評論社、2018年）
- （科学技術振興機構・中国総合研究・さくらサイエンスセンター）『一帯一路の現状分析と戦略展望』（2019年）

### 訳書
- ルイス・フィッシャー『レーニン （上・下）』（猪木正道共訳、筑摩書房, 1967年、新装版1988年）
- アーネスト・メイ『歴史の教訓――戦後アメリカ外交分析』（中央公論社, 1977年／岩波現代文庫, 2004年）
- チャールズ・ベイツ『国際秩序と正義』（岩波書店, 1989年）
- J・アン・ティックナー『国際関係論とジェンダー――安全保障のフェミニズムの見方』（岩波書店, 2005年）

### 編纂史料（共編）
- （下河辺元春）『芦田均日記（全7巻）』（岩波書店, 1986年）

### 関連団体
- 国際アジア共同体学会(ISAC)
- 一般社団法人アジア連合大学院機構（GAIA）
- 東アジア共同体評議会（CEAC）
- 一帯一路日本研究センター（BRIJC）